# Мери Алис Монро
Мери Алис Монро (на английски: Mary Alice Monroe) е американска писателка на бестселъри в жанра съвременен любовен роман. Пише и като Мери Алис Крюзи (на английски: Mary Alice Kruesi).

## Биография и творчество
Мери Алис Монро е родена на 25 май 1960 г. в Еванстън, окръг Кук, Илинойс, САЩ, в голямо семейство от 9 братя и сестри. От малка обича да чете или заедно със семейството да изпълнява пиеси и забавни представления.
Учи актьорско майсторство в студио „Тед Лис“ на Северозападния университет в Чикаго. След като се омъжва се премества в Ню Орлиънс, където учи в Университета „Сетън Хол“ и завършва с бакалавърска степен по азиатски култури и японски език, и с магистратура по педагогика.
Първоначално се насочва към научно-популярната литература и журналистиката. Работи като сътрудник на главния редактор на енциклопедия „Британика“. По-късно семейството се мести във Вашингтон, където тя реализира детската си мечта – да пише. Повод за това ѝ дава втората бременност, за която трябва да лежи на легло.
Първият ѝ роман „The Long Road Home“ е публикуван през 1995 г.
През 2011 г. е издаден силно аплодираният ѝ роман „Дъщерята на пеперудите“. Книгата получава Международната награда за зелена литература. Много от другите ѝ романи се занимават с проблемите на околната среда.
Произведенията на писателката често са в списъците на бестселърите. Четири пъти любовните ѝ романи са били финалисти за престижната награда „РИТА“. През 2013 г. писателката е удостоена с награда за цялостно творчество за нейните съвременни любовни романи от списание „Romantic Times“.
Често е говорител на литературни фестивали, конференции, и частни мероприятия. Активен член е в редица природозащитни организации и на различни организации на писателите. Член е на борда на Аквариума на Южна Каролина.
Мери Алис Монро живее със семейството си на крайбрежния Остров на Палмите, окръг Чарлстън, Южна Каролина.

## Произведения

### Като Мери Алис Монро

#### Самостоятелни романи
- The Long Road Home (1995)
- Girl in the Mirror (1998)
- The Book Club (1999)
- The Four Seasons (2001)
- Skyward (2003)
- Sweetgrass (2005)
- The Secrets We Keep (2006)
- Time Is a River (2008)
- Last Light over Carolina (2009)
- The Butterfly's Daughter (2011)
Дъщерята на пеперудите, изд.: „Кръгозор“, София (2011), прев. Паулина Мичева
- Second Star to the Right (2013)
Втората звезда надясно... чак до сутринта, изд.: „Кръгозор“, София (2014), прев. Паулина Мичева

#### Серия „Къща на плажа“ (Beach House)
1. The Beach House (2002)
2. Swimming Lessons (2007)
3. Beach House Memories (2012)

#### Серия „Крайбрежно лято“ (Low Country Summer Trilogy)
1. The Summer Girls (2013)
2. The Summer Wind (2014)
3. The Summer's End (2015)

#### Документалистика
- Turtle Summer: A Journal for My Daughter (2007)

### Като Мери Алис Крузи

#### Самостоятелни романи
- Second Star to the Right (1999)
- One Summer's Night (2000)